# Wilhelm von Safft
Karl Wilhelm Theodor Safft, seit 1810 von Safft, (* 5. Juli 1780 in Berlin; † 1. Juli 1861 in Naumburg (Saale)) war ein preußischer Generalleutnant.

## Leben

### Herkunft
Wilhelm war der Sohn von Karl Ludwig Safft (1748–1815) und dessen Ehefrau Margarete Wilhelmine, geborene Becker (1755–1835). Sein Vater als Regimentschirurg im Brandenburgischen Husaren-Regiment während der Befreiungskriege im Gefecht bei Versailles gefallen.

### Militärkarriere
Safft trat am 17. Dezember 1794 als Bombardier der Artillerie der Preußischen Armee bei und kam Anfang Dezember 1802 als Sekondeleutnant Reitenden Artillerie. Während des Vierten Koalitionskrieges kämpfte er in der Schlacht bei Auerstedt, bei Nordhausen und geriet durch die Kapitulation bei Prenzlau in Gefangenschaft. Daraufhin wurde Safft inaktiv gestellt. Nach dem Frieden von Tilsit kam er am 21. Februar 1809 zur Reitenden Garde-Artillerie-Kompanie der Brandenburgischen Artillerie-Brigade.
Am 6. März 1810 wurde Safft auf Vorschlag des Prinzen August von Preußen in den erblichen preußischen Adelsstand erhoben. Als Premierleutnant nahm er während der Befreiungskriege am Gefecht um Halle teil und erhielt das Eiserne Kreuz II. Klasse. Ferner kämpfte Safft bei Möckern, Luckau, Antwerpen, Großbeeren, Dennewitz, Leipzig, Laon sowie den Belagerungen von Maubeuge, Landrecies, Philippeville, Wittenberg, Rocoy und Givet. Für Soissons wurde ihm das Eiserne Kreuz I. Klasse verliehen.
Am 1. Juni 1814 folgte seine Versetzung zur Garde-Artillerie-Brigade sowie am 19. Mai 1815 die Beförderung zum Kapitän. Daran schloss sich ab dem 21. Oktober 1815 eine Verwendung als Adjutant des Generalinspekteurs der Artillerie, des Prinzen August von Preußen an. In dieser Stellung avancierte Safft am 16. März 1816 mit Patent vom 7. März 1816 zum Major. Für drei Jahre war er ab Ende April 1817 bei der 3. Artillerie-Brigade und anschließend wieder bei der Garde-Artillerie-Brigade tätig. Auf Bitte des Kurfürsten Wilhelm II. wurde Safft im Frühjahr 1821 nach Kassel gesandt, um dort eine Reitende und zwei Fußbatterien der Kurhessischen Armee nach preußischem Vorbild zu organisieren. Zum Dank verlieh ihm der Kurfürst den Militär-Verdienst-Orden. Im Jahr 1825 wurde er mit dem Dienstkreuz ausgezeichnet. Am 27. Januar 1827 beauftragte man Safft mit der Führung der Garde-Artillerie-Brigade. Dazu bekam er am 27. Oktober 1827 eine Prämie von 500 Talern, bevor Safft am 30. März 1828 zum Brigadier des Verbandes ernannt wurde. In dieser Stellung stieg er am 30. März 1830 zum Oberstleutnant und drei Jahre später zum Oberst auf. Außerdem wurde ihm am 26. November 1834 der Orden des Heiligen Wladimir II. Klasse verliehen. Am 10. September 1835 beauftragte man ihn mit der Wahrnehmung der Geschäfte als Inspekteur der 2. Artillerie-Inspektion. In Berlin war er Mitglied der Freimaurerloge Zu den 3 goldenen Schlüsseln.
Am 30. September 1835 erhielt Safft den russischen Sankt-Stanislaus-Orden II. Klasse; zudem wurde er am 5. Oktober 1835 der Garde-Artillerie-Brigade aggregiert. Am 20. März 1837 erfolgte seine Ernennung zum Inspekteur der 2. Artillerie-Inspektion in Breslau, die 1839 zur 3. Artillerie-Inspektion umbenannt wurde. Dort avancierte Safft am 30. März 1840 zum Generalmajor. Unter Verleihung des Charakters als Generalleutnant und des Roten Adlerordens I. Klasse mit Eichenlaub nahm er am 13. März 1847 seinen Abschied mit der gesetzlichen Pension. Ende Dezember 1847 wurde er mit seiner Pension zur Disposition gestellt.
Anlässlich der revolutionären Unruhen wurde Safft am 16. März 1848 mit einem Patent als Generalleutnant wieder angestellt. Er sollte die Stellung als Kommandant von Köln übernehmen, trat dieses Kommando aber nicht an und kehrte daraufhin am 6. April 1848 in sein Verhältnis zur Disposition zurück. Safft betätigt sich vom 29. April bis zum 24. Juni 1848 als Kommandant der Bürgerwehr in Breslau und trat anschließend endgültig in den Ruhestand. Dennoch wurde er 1850 bei der Mobilmachung vorübergehend als Kommandierender General des Stellvertretenden Generalkommandos des VI. Armee-Korps verwendet. Er starb am 1. Juli 1861 in Naumburg (Saale).
In seiner Beurteilung aus dem Jahr 1825 schrieb der Generalleutnant Braun: „Ein Offizier von gutem moralischen Betragen, welcher sich im Dienst sehr gut benimmt und sich daher vorzüglich zur Beförderung eignet.“

### Familie
Safft heiratete am 27. März 1810 in Passow Karoline von Schmeling-Diringshofen (1789–1838), die Tochter des kaiserlich russischen Senators und Verwesers der Provinzen Livland und Ingermanland Karl Friedrich von Schmeling (1735–1789). Aus der Ehe, die am 8. November 1821 geschieden wurde, gingen folgende Kinder hervor:
- Ida Karoline Marie Hedwig (1811–1875) ⚭ 1836 Karl von Wedel (1811–1839), Sohn des Generals Karl von Wedel
- Julius (1812–1887), preußischer Generalmajor ⚭ Clara Maria Sophia Hellwig (Helling) (1825–1901)
- Wilhelm Alexander Karl (1814–1817)
- Adelheid Karoline Wilhelmine Henriette (* 1816) ⚭ Karl Heimann auf Konin
- Hermann Wilhelm Alexander Ernst Erdmann (1818–1898), Major a. D. Artillerieoffizier in Koblenz[2] ⚭ 1848 Auguste von Thümen (* 1824)[3]

Nach der Scheidung heiratete Safft am 12. Oktober 1822 in Dresden Laura Sichart von Sichartshofen (1800–1848), die Tochter des sächsischen Oberst Andreas Gottfried von Sichart. Das Paar hatte mehrere Kinder:
- Laura Pauline (1824–1868) ⚭ Arthur von Lauhn († 1882), Staatsanwalt
- Auguste Elisabeth (* 1826) ⚭ 1849 Eduard von Lemberg († 1867)